# Comuna de Milówka
Milówka (polaco: Gmina Milówka) é uma gminy (comuna) na Polónia, na voivodia de Santa Cruz e no condado de Żywiecki. A sede do condado é a cidade de Milówka.
De acordo com os censos de 2004, a comuna tem 9926 habitantes, com uma densidade 100,9 hab/km².

## Área
Estende-se por uma área de 98,33 km², incluindo:
- área agricola: 35%
- área florestal: 51%

## Demografia
Dados de 30 de Junho 2004:
|                      | Total   | Total | Mulheres | Mulheres | Homens  | Homens |
| -------------------- | ------- | ----- | -------- | -------- | ------- | ------ |
|                      | pessoas | %     | pessoas  | %        | pessoas | %      |
| População            | 9926    | 100   | 5055     | 50,9     | 4871    | 49,1   |
| Densidade (pop./km²) | 100,9   | 100   | 51,4     | 51,4     | 49,5    | 49,5   |

De acordo com dados de 2002, o rendimento médio per capita ascendia a 1322,11 zł.